# Lockwood & Co. (serie televisiva)
Lockwood & Co. è una serie televisiva britannica sviluppata da Joe Cornish per Netflix. Si tratta dell'adattamento della serie di romanzi omonimi scritta da Jonathan Stroud. La serie è composta da otto episodi ed è stata presentata il 27 gennaio 2023.

## Trama
Il mondo è invaso da fantasmi capaci di indurre in catalessi o di uccidere le proprie vittime e i soggetti capaci di vederli o di percepirli vengono reclutati da agenzie specializzate nella caccia agli ectoplasmi.
La giovane Lucy, cacciatrice particolarmente dotata ma ancora in fase di formazione, scappa a Londra in cerca di fortuna e viene assunta dalla Lockwood & Co., un'agenzia composta da due adolescenti, Anthony Lockwood e George Karim, e che opera senza la supervisione di agenti adulti.

## Episodi
| Stagione       | Episodi | Pubblicazione |
| -------------- | ------- | ------------- |
| Prima stagione | 8       | 2023          |

## Riprese
Le riprese sono iniziate il 5 luglio 2021 a Londra e si sono concluse il 15 marzo 2022.

## Colonna sonora
Joe Cornish ha scelto di inserire nella serie delle canzoni dell'era post-punk tratte dal repertorio dei Bauhaus, The Cure, Siouxsie and The Banshees, Joy Division e This Mortal Coil. A proposito di questa scelta, ha affermato: " [...] Le canzoni dei Siouxsie and the Banshees, dei Cure e dei Bauhaus hanno una sorta di spettralità romantica e funesta [...]. Sono vitali, sono possedute e sprigionano una terrificante, meravigliosa malinconia. Abbiamo creato una scaletta con le canzoni dei Bauhaus, di Siouxsie e dei Cure molto presto."

## Accoglienza
L'aggregatore di recensioni Rotten Tomatoes indica un tasso di approvazione dell'89% con voto medio di 7,40/10. 
Netflix nel mese di maggio 2023 ha annunciato la cancellazione della serie dopo una sola stagione. 